# Trang viên ở Nawojów Łużycki

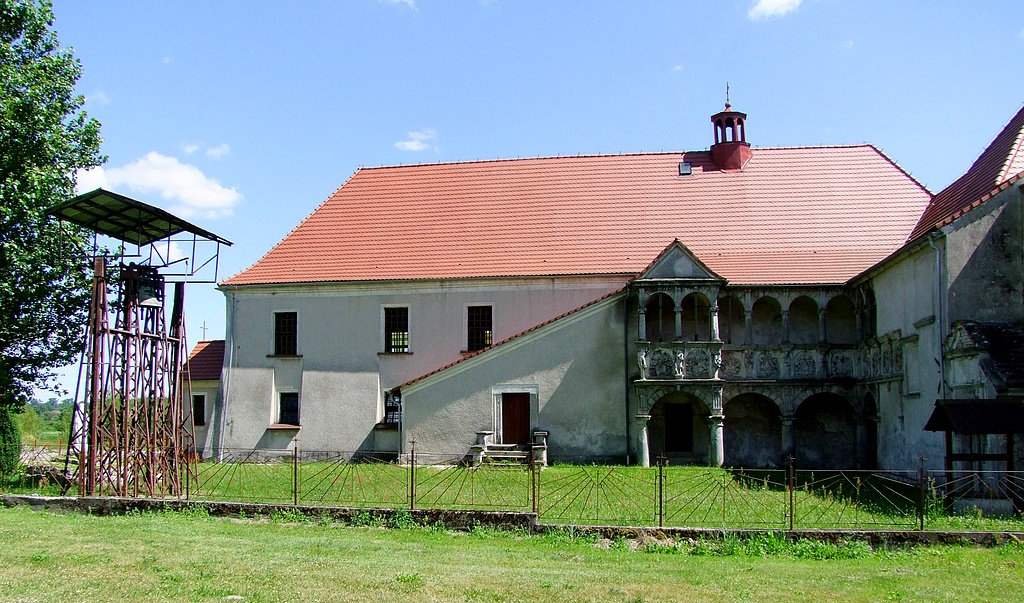
Trang viên ở Nawojów Łużycki (2013)

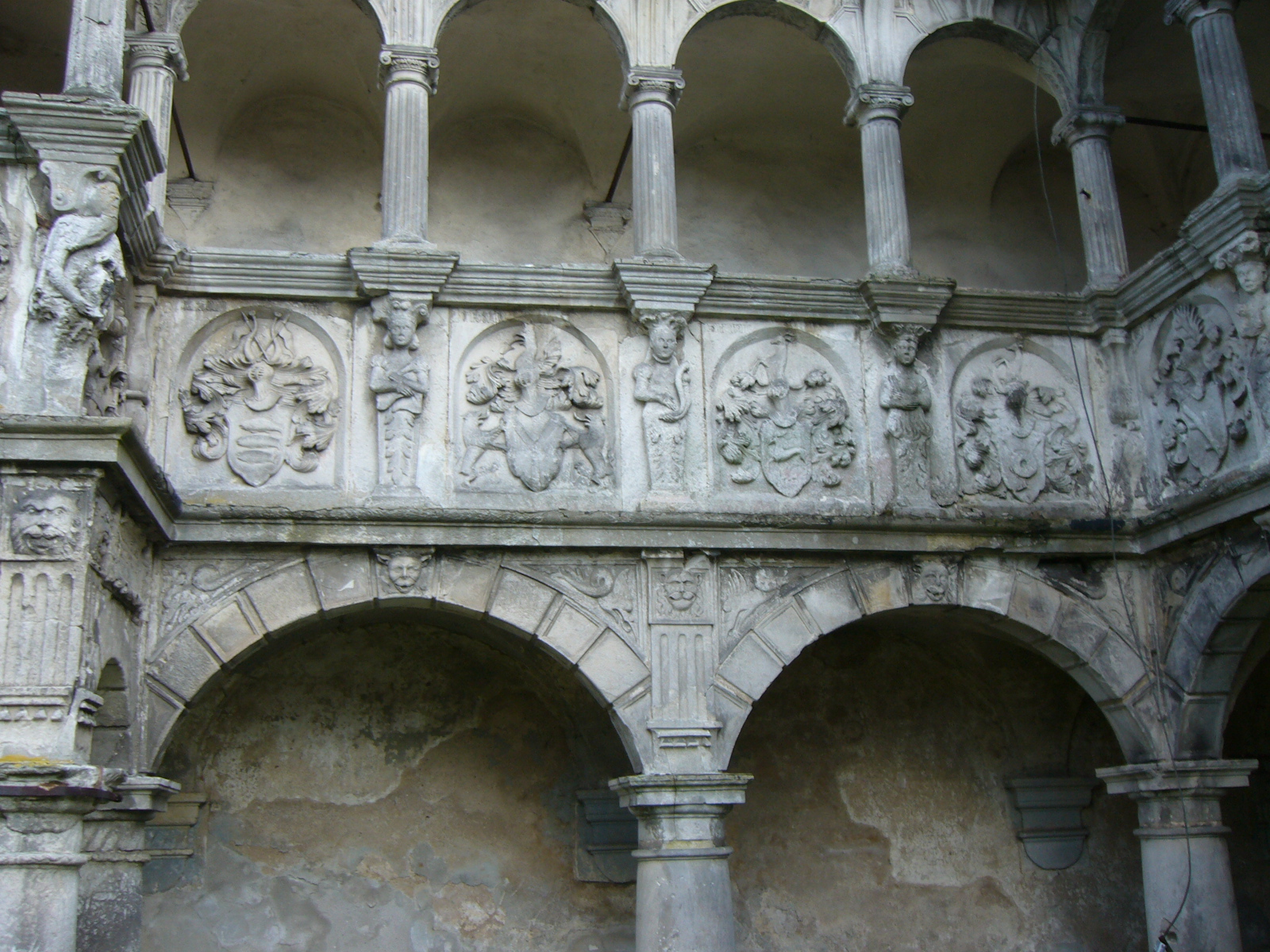
Các họa tiết được điêu khắc

Trang viên ở Nawojów Łużycki (tiếng Ba Lan: Dwór w Nawojowie Łużyckim) là một trang viên lâu đời có từ năm 1571 tại làng Nawojów Łużycki, Lubań, tỉnh Dolnośląskie, Ba Lan. Hiện nay, trang viên này làm chi nhánh cho một nhà thờ công giáo. Trang viên có tên trong sổ đăng ký di tích.

## Lịch sử hình thành
Công trình kiến trúc này được quý tộc Christoph von Tschirnhaus thiết kế và xây dựng. Thiết kế này được xem là một trong những viên ngọc sáng đại diện kiến trúc Phục hưng thế kỷ 16. Năm 1926, dinh thự bị cháy một phần. Đến thế kỷ 18, trang viên được mở rộng thêm gian nhà thứ hai. Năm 1945, cơ sở bị hư hại trong Thế Chiến thứ hai. Trong giai đoạn 1966 - 1968, nhà nguyện trong trang viên cũ được xây dựng lại để trở thành nhà thờ (hoạt động cho đến ngày nay).

## Kiến trúc
Không gian dành cho nhà thờ được lợp bằng mái ngói. Bệ cửa sổ được trang trí bằng các họa tiết huy hiệu, được ngăn cách với nhau bằng các tượng điêu khắc. Bên cạnh đó, mái vòm được tô điểm bằng các tác phẩm chạm khắc tinh xảo bằng đá sa thạch. Cơ sở vật chất còn lại của dinh thự không được bảo tồn và hiện đang trong tình trạng xuống cấp.